# Émile Salomon
Pour les articles homonymes, voir Salomon.
Charles-Émile Salomon est un architecte français, né le 29 janvier 1833 à Strasbourg et mort le 22 août 1913 dans la même ville. Il réalisa de nombreux immeubles et églises dans sa ville natale, notamment l'église du Temple Neuf.

## Biographie
Fils de Louis-Albert Salomon, marchand de houblon, et de Catherine-Salomé Blessig, il s'installe comme architecte libéral à Strasbourg, après ses études à Paris et à Munich. Il devient également architecte du consistoire luthérien, et en tant que tel, contribue à de nombreuses constructions d'édifices protestants, notamment après le siège de la ville, lors de la guerre franco-prussienne de 1870. Il a son atelier au no 21, rue Finkwiller, actuellement 21, place Henri-Dunant.

## Une dynastie d'architectes
- Il se marie le 15 janvier 1866 avec Madeleine Stuber (née en 1839 ?), elle-même fille de Frédéric-Auguste Stuber (1803-1893), architecte du consistoire luthérien strasbourgeois, et également descendante de Jean-Georges Stuber, pasteur du Ban de la Roche qui avait fait appel à Jean-Frédéric Oberlin.
- Émile et Madeleine Salomon ont deux fils architectes : 
  - Charles-Albert, né le 30 juillet 1869 à Strasbourg, architecte des Monuments historiques à Belfort, fait chevalier de la Légion d'Honneur en 1930, sur contingent du ministre de l'instruction publique[3].
  - Henri (1876-1940), époux de Marthe Goehrs et père de cinq filles. Il fait ses études d'architecture à Karlsruhe. Il a notamment réalisé, avec son père Émile, le bâtiment de l'ancienne Caisse d'épargne[4]
    - Léna Steinlein-Salomon, aînée des filles d'Henri Salomon, est diplômée en architecture en 1930, devenant l'une des six premières femmes architectes en France, chevalier de la Légion d'Honneur (2002)[5]. Elle a travaillé avec son père. Parmi ses nombreuses réalisations, elle a notamment établi les plans de construction de la fondation protestante du Sonnenhof, à Bischwiller.

## Réalisations des architectes Salomon
Une liste plus complète est accessible sur le site Architecture et histoire des bâtiments et des lieux (cf. sources)
- Œuvres de Charles-Émile
  - Gymnase Jean-Sturm (1865-67, puis 1871)
  - Église du Temple Neuf
  - Reconstruction de l'usine Berger-Levrault, 15, rue des Juifs
  - Maison des Diaconesses (1873)
  - (avec son fils Henri) ancienne Caisse d’Épargne, 9, place Saint-Thomas (1903-05)
- Œuvres d'Henri
  - 36 et 38, rue Jules-Rathgeber (commanditaire : chapitre Saint-Thomas)
  - (avec Léna Steinlein-Salomon) Maison des Aveugles, 27, rue de la 1re-Armée
  - rue Charles T. Bergmann (1935),
- Œuvres de Léna
  - Annexe AMITEL, 1, rue de Soleure (1960)
  - Sonnenhof (Bischwiller)

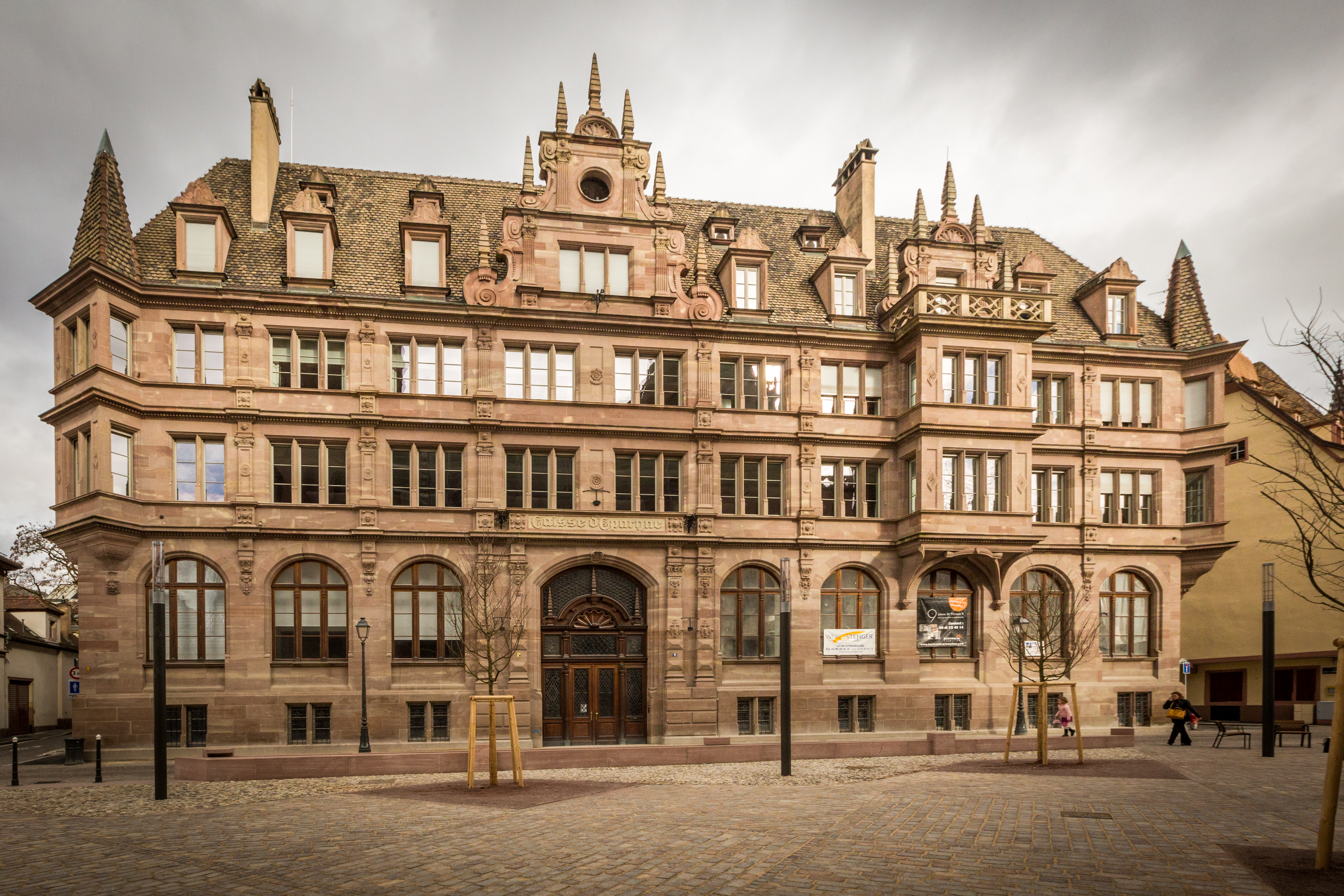
Ancienne caisse d'épargne (place Saint-Thomas).
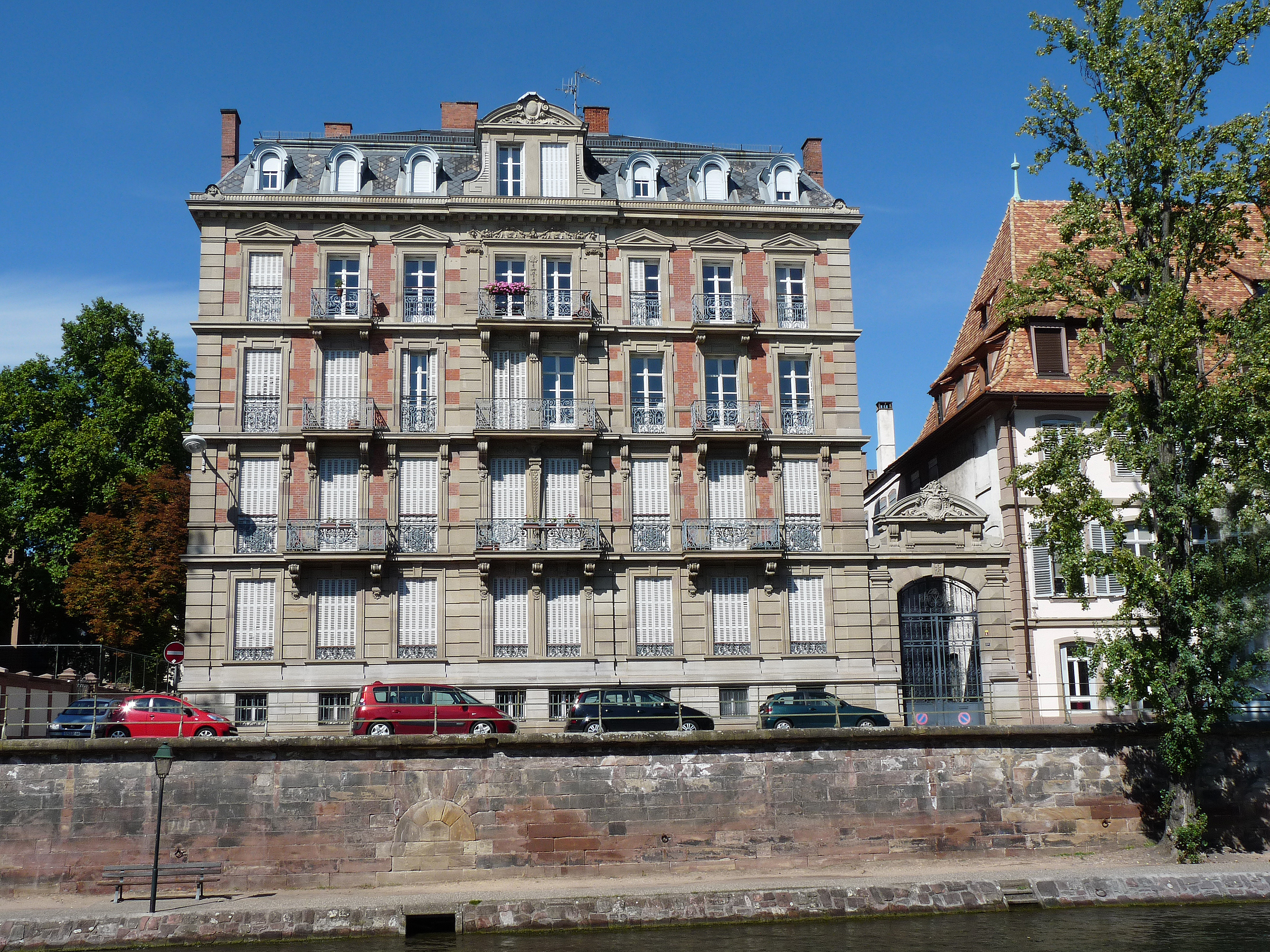
Immeuble de rapport (quai Saint-Thomas).
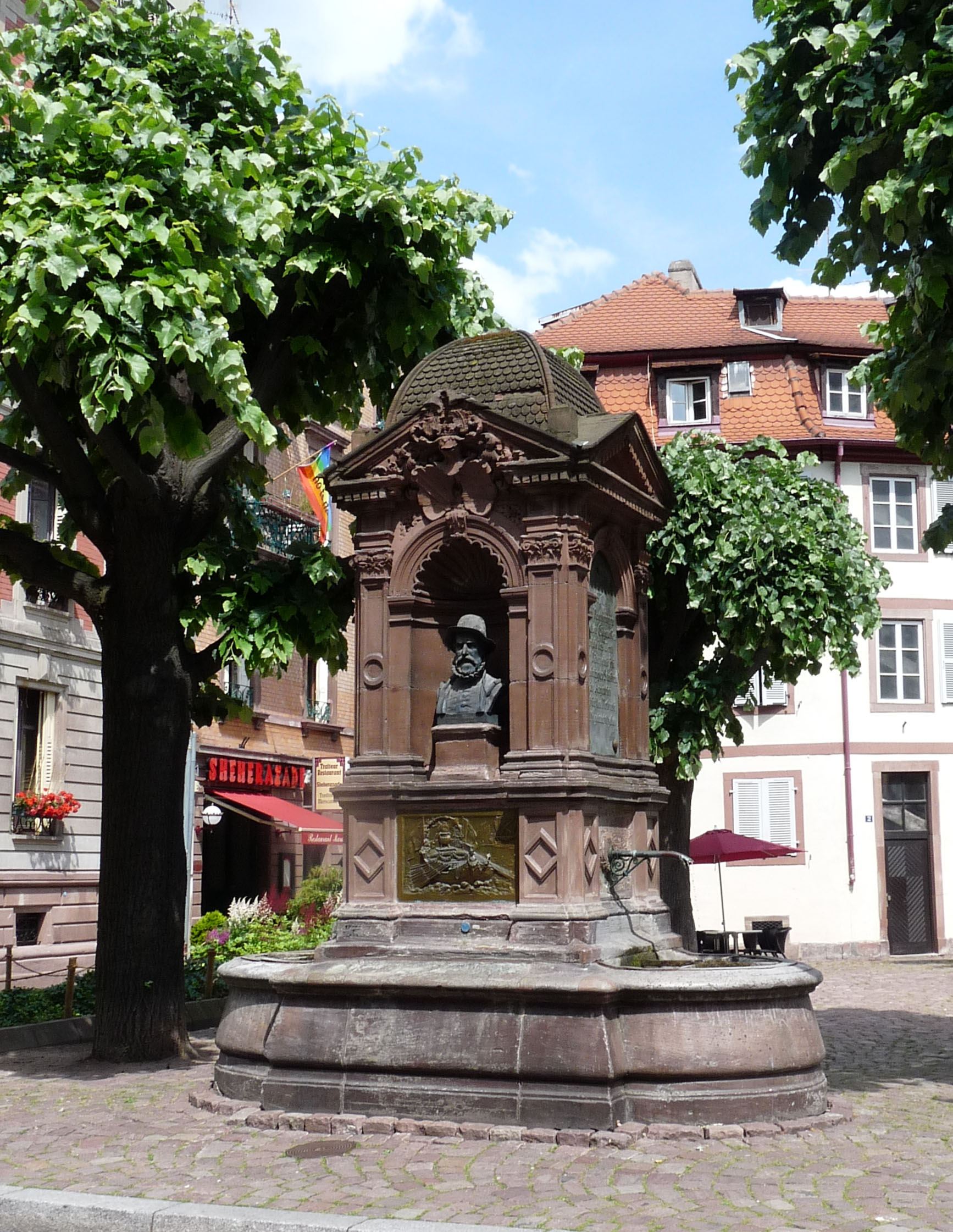
Fontaine des Zurichois.
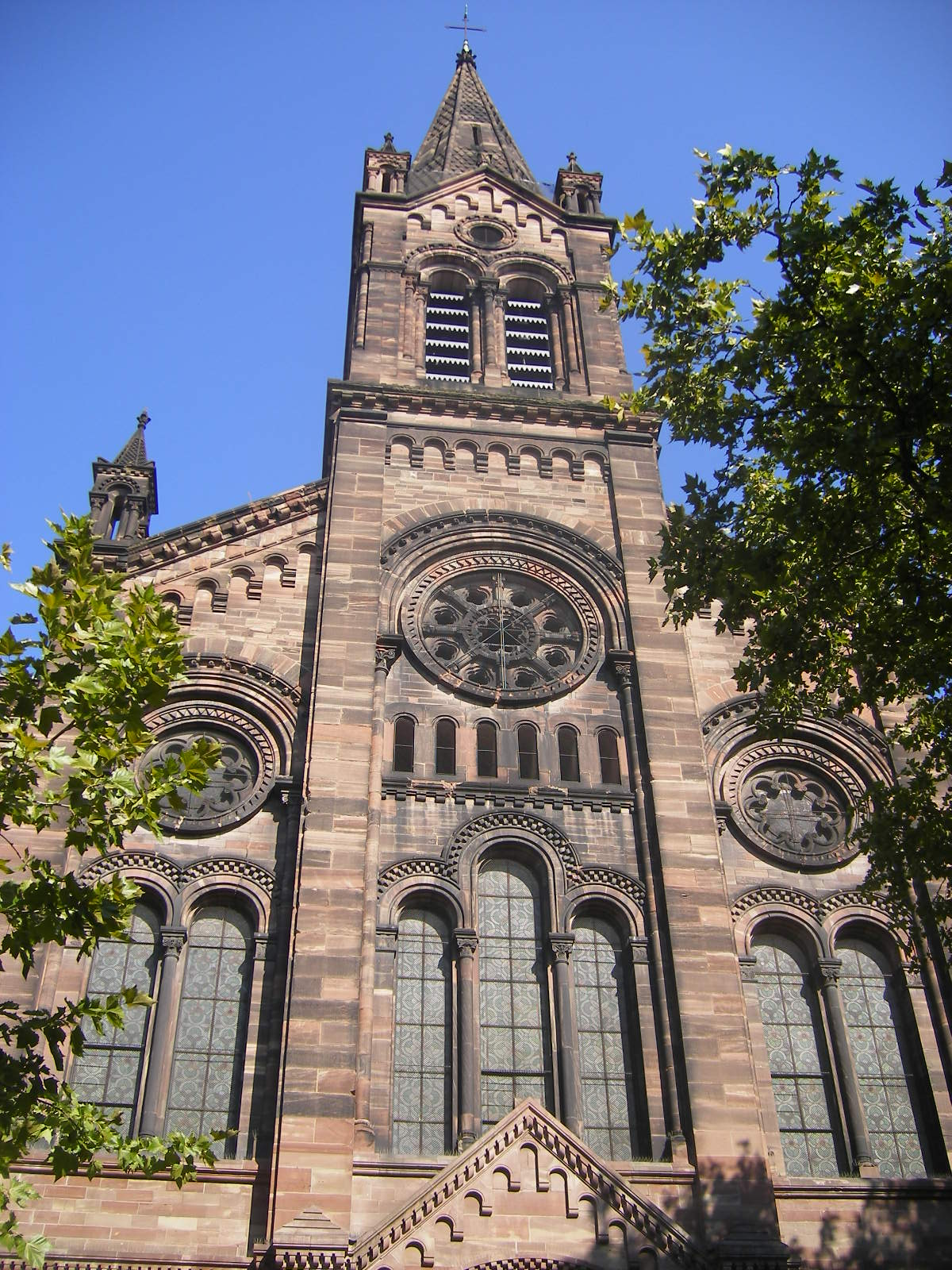
Temple Neuf.
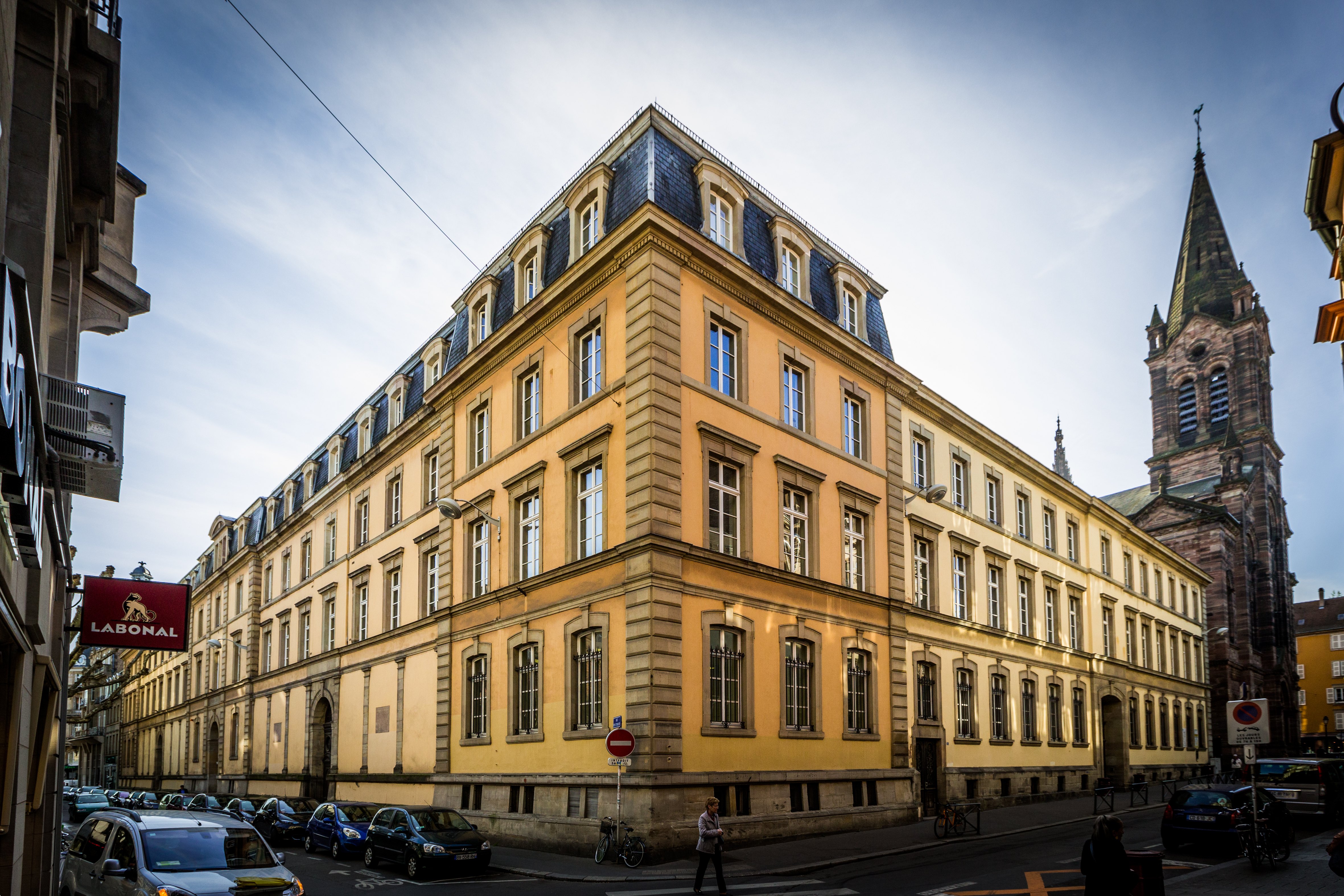
Gymnase Jean-Sturm.

### Sources
: document utilisé comme source pour la rédaction de cet article.
- Architecture et histoire des bâtiments et des lieux